# Márton Homonnai
Márton Homonnai, né le 5 février 1906 à Budapest et mort le 15 octobre 1969 à Buenos Aires, est un joueur de water-polo hongrois. Il est le père de la nageuse Katalin Szőke et le frère du joueur de water-polo Lajos Homonnai.
Joueur de l'équipe de Hongrie de water-polo masculin (126 sélections), il est champion olympique aux Jeux olympiques d'été de 1932 et aux Jeux olympiques d'été de 1936 et vice-champion olympique en 1928 ; en 1924, les Hongrois terminent à la cinquième place. Il est sacré à quatre reprises champion d'Europe (en 1926, 1927, 1931 et 1934). 
Il a joué en club pour le III. Kerületi TUE, avec lequel il est sacré champion de Hongrie en 1923 et en 1924, et pour le MTK Budapest.
Il met un terme à sa carrière internationale en 1936 et à sa carrière en club en 1939.
Il intègre l'International Swimming Hall of Fame à titre posthume en 1971.
Homonnai est un policier d'extrême-droite durant la Seconde Guerre mondiale et membre du Parti des Croix fléchées, soutenant Adolf Hitler. Il servira de plus sur le front de l'Est. Il est recherché par les autorités hongroises après la guerre, puis condamné à mort par contumace pour crimes de guerre ; il fuit le pays pour le Brésil puis l'Argentine où il mourra en 1969. Sa fille Katalin devra notamment renoncer au nom de son père pour pouvoir intégrer l'équipe de Hongrie de natation.